# Lucien Le Guével
Pour les articles homonymes, voir Le Guével.
Lucien Le Guével, né le 20 décembre 1914 à Monterblanc et mort le 7 décembre 1989 à Morlaix, est un coureur cycliste français

## Biographie
Lucien naît le 20 décembre 1914, dernier d'une fratrie de 10 enfants. Destiné au métier de cordonnier, il découvre le sport cycliste en 1933, à 19 ans et s'inscrit au vélo-club de Saint-Servan-sur-Mer avec lequel il participe à ses premières courses. Il s'inscrit ensuite au vélo-club d'Étampes (Essonne) et est appelé en équipe de France.
Il est professionnel de 1939 à 1949.

## Palmarès
- 1936[2]
  - 2e du Grand Prix de Théret
  - 3e de Paris-Romorantin
- 1938
  - Ronde des Mousquetaires
  - 3e étape du GP Wolber indépendants
  - Tour de l'Oise
  - 3e du GP Wolber indépendants
- 1939
  - Grand Prix de Marmignolles
  - Poitiers-Saumur-Poitiers
  - Polymultipliée
- 1941
  - Bordeaux-Angoulême
  - 2e du Circuit d'Auray
  - 2e de Paris-Nantes
  - 2e de À travers Paris
- 1942
  - 3e du championnat de France sur route
- 1945
  - Omnium de la Route (associé à Jean Robic)
- 1943
  - Paris-Dijon
- 1948
  - 3e de Paris-Valenciennes
- 1950
  - 2e du Grand Prix Pierre Le Doaré

## Résultats sur les grands tours

### Tour de France
2 participations 
- 1938 : 36e
  - 2e de la 18e étape
  - 2e de la 19e étape
- 1939 : 35e